# Acacia spathulifolia
Acacia spathulifolia é uma espécie de leguminosa do gênero Acacia, pertencente à família Fabaceae.